# Sinatradoktrinen
Sinatradoktrinen var navnet, som Sovjetunionens regering, under Michail Gorbatjov, i spøg brugte til at beskrive deres politik overfor de øvrige medlemmer af Warszawapagten, der tillod og påbød disse selv at håndtere deres interne anliggender. Navnet hentydede til Frank Sinatras sang My way, og Sovjetunionen lod altså landene gå deres egen vej.
Dette var en væsentlig forandring i forhold til den hidtidige Brezjnevdoktrin, der styrede Sovjets satellitstater med jernhånd fra Moskva. Brezjnevdoktrinen havde været brugt som begrundelse for invasionen af Tjekkoslovakiet i 1968 og invasionen af Afghanistan i 1979. Den politiske og økonomiske situation i sen-80'erne var med til at vanskeliggøre styringen af satellitstaterne, og hvorvidt politikken var udtryk for et reelt skifte i sovjetisk politik eller nærmere en officiel blåstempling af den reelle politik, er derfor omdiskuteret.
Sinatradoktrinen blev navngivet den 25. oktober 1989 af den udenrigspolitiske talsmand, Gennadi Gerasimov, der medvirkede i det populære amerikanske tv-program, Good Morning America, for at diskutere en tale, der to dage tidligere var blevet holdt af den sovjetiske udenrigsminister Eduard Shevardnadze. Shevardnadze havde sagt, at Sovjet anerkendte alle landes frie valg, inklusive de øvrige lande i Warszawapagten. Gerasimov fortalte intervieweren, at "Vi nu har Frank Sinatra-doktrinen. Han har en sang, I did it my way. Så alle lande vælger selv, hvilket spor, de vil følge". Direkte adspurgt om man ville acceptere ikke-kommunistiske regimer i Warszawapagtlandene, svarede Gerasimov, at man ville acceptere dette, da politiske strukturer bør besluttes af befolkningerne i de enkelte lande.
Sinatradoktrinen kan opfattes som en reel nytænkning i Sovjetunionens politik overfor landene i Warszawapagten, eller som en officiel blåstempling af en allerede eksisterende politik. De sovjetiske allierede havde allerede inden Sinatradoktrinen en mere vidtrækkende mulighed for selvstyre, og politikken kan dermed betragtes som retrospektiv. Polen havde allerede en måned tidligere indsat sin første ikke-kommunistiske regering siden 1940. Ungarn havde i august 1989 åbnet sine grænser til Østrig, og jerntæppet var dermed allerede i opløsning. På den anden side var det for de enkelte satellitstater vanskeligt at vurdere, hvor langt denne frihed præcis gik, og selvom Polen allerede havde en ikke-kommunistisk regering, farede denne med lempe for at undgå en sovjetisk invasion. Sinatradoktrinen var dermed et tegn af afgørende betydning for udviklingen i en lang række lande.
Udmeldingerne fra Sovjet vakte dog ikke glæde alle steder. Den østtyske leder, Erich Honecker, bed især mærke i, at man ikke længere kunne forvente en sovjetisk hær som hjælp i interne stridigheder, og han fordømte opgivelsen af den traditionelle "socialistiske enhed". Han havde opfordret Sovjet til at gribe ind overfor Ungarns åbne grænser, og han stod i sit livs værste politiske krise, med massive regeringskritiske demonstrationer i Leipzig og andre østtyske byer. Shervardnadze og Gerasimov medførte, at Honecker igen fremførte sine opfordringer til Sovjet. Svaret, han fik, var, at Østtyskland selv måtte løse sine problemer.
Proklamationen af Sinatradoktrinen havde væsentlige effekter i Sovjetblokken. Den østtyske regering havde håbet på sovjetisk intervention for at forsvare kommunismen i Østtyskland og andetsteds. Sinatradoktrinen signallerede klart, at man ikke kunne håbe på denne hjælp. Få uger senere blev de kommunistiske regeringer i Østtyskland, Tjekkoslovakiet og Bulgarien afsat, og Sinatradoktrinen opfattes dermed som en væsentlig faktor i afslutningen på den kolde krig.
Forklaringerne på, hvordan dette kunne ske, afhænger også i dag af politisk ståsted. I Danmark samvarierer synet på Sinatradoktrinen i høj grad af, hvordan man vurderede Fodnotepolitikken. Modstandere af Fodnotepolitikken fremhæver, at NATOs militære oprustning var med til at tvinge Sovjetunionen i knæ, og Danmark var dermed ikke en væsentlig spiller. Tilhængere af Fodnotepolitikken fremfører, at den europæiske fredsbevægelse var med til at mindske den sovjetiske frygt for en invasion, hvorfor nødvendigheden af satellitstaterne var af mindre betydning. 